# SN 1997ax
SN 1997ax – supernowa odkryta 8 marca 1997 roku w galaktyce A111802+0002. W momencie odkrycia miała maksymalną jasność 21,80m.